# Anette Rein
Anette Rein (* 15. April 1955 in Wiesbaden) ist eine deutsche Ethnologin und Erwachsenenbildnerin. Von 2000 bis 2008 war sie Direktorin des Museums der Weltkulturen in Frankfurt am Main. Seit 2009 unterrichtet sie als Lehrbeauftragte abwechselnd an verschiedenen Universitäten im Fach Ethnologie und bietet Workshops zu verschiedenen thematischen Schwerpunkten mit der Methode des „Kreativen Schreibens und wissenschaftlichen Denkens“ an. Des Weiteren betätigt sie sich als Fachjournalistin und publiziert regelmäßig Artikel u. a. zu verschiedenen Aufgabenfeldern von Museen.

## Leben
Anette Rein absolvierte ihr Studium an der Freien Universität Berlin und der Johannes Gutenberg-Universität in Mainz. Ihr Hauptfach war Ethnologie, die Nebenfächer Erziehungswissenschaften mit dem Schwerpunkt Erwachsenenbildung, Soziologie und Altamerikanistik.
Von 1976 bis 1985 war sie freie Mitarbeiterin im Museum für Völkerkunde West-Berlin. Danach war sie zu Studienzwecken zwei Jahre auf Bali. Ab 1988 arbeitete sie sechs Jahre lang als Wissenschaftliche Mitarbeiterin am Institut für Ethnologie und Afrika-Studien an der Johannes Gutenberg-Universität Mainz. 1994 hatte sie eine Kurzzeitdozentur (DAAD) an der Universitas Nusa Cendana in Kupang auf Timor (Indonesien). Anschließend war sie bis zum Jahr 2000 Wissenschaftliche Assistentin am Institut für Ethnologie an der Universität Leipzig. Rein war zudem Mitbegründerin des Zentrums für Frauen und Geschlechterforschung in Leipzig und Mitherausgeberin der Buchreihe Frauenkulturen und Männerkulturen im Lit-Verlag.
Von 2000 bis 2008 war sie Direktorin des Frankfurter Museums der Weltkulturen. Im September 2008 trat sie von ihrem Amt zurück, da es zwischen der Stadt Frankfurt und Frau Rein zu „unüberbrückbaren Differenzen“ bezüglich der künftigen Gestaltung des Museums gekommen war. Während Rein das Museum als Forum der inter- und transkulturellen Begegnung begriff, forderte Kulturdezernent Felix Semmelroth eine stärkere Konzentration auf Ausstellung von Objekten aus dem Fundus.

### Vorstandsfunktionen
Rein ist zudem Vorstandsmitglied des
- bfe (Bundesverband freiberuflicher Ethnolog_innen e.V.; Gründungsmitglied und 1. Vorsitzende)[5]
- ICME (International Committee for Museums of Ethnography)[6]
- ICOM Deutschland (International Council of Museums; 2004–2010)[7]
- Vorsitzende des Beirates Avicenna-Preis e. V. (bis 2008)

### Mitgliedschaften
- Kulturpolitische Gesellschaft (Mitglied im Sprecherrat Landesgruppe Hessen[8])
- Stiftung Polytechnische Gesellschaft Frankfurt am Main (Mentorin für MainCampus-StipendiatInnen[9])
- Deutscher Museumsbund
- ICOM Deutschland – Deutsches Nationalkomitee des Internationalen Museumsrats
- Deutsche Gesellschaft für Völkerkunde

## Werke (Auswahl)
- Tempeltanz auf Bali. Rejang, der Tanz der Reisseelen (Frauenkulturen, Männerkulturen; Bd. 2). LIT-Verlag, Münster 1994, ISBN 3-8258-2089-0 (zugl. Dissertation, Universität Mainz 1993).

## Weblink
- Übersicht ihrer Publikationen auf der Homepage des bfe